# District du Lac
Le district du Lac, appelé en allemand Seebezirk, est un des sept districts du canton de Fribourg en Suisse. Son chef-lieu est Morat. Ce district compte sur son territoire la forêt domaniale du Galm, administré directement par le canton et qui n'est rattaché à aucune commune.

## Communes
Voici la liste des communes composant le district avec, pour chacune, sa population.
| Nom officiel     | N° OFS | Population (décembre 2022) |
| ---------------- | ------ | -------------------------- |
| Chiètres         | 2265   | +005 280,                  |
| Cormondes        | 2262   | +004 524,                  |
| Courgevaux       | 2250   | +001 394,                  |
| Courtepin        | 2254   | +005 702,                  |
| Cressier         | 2257   | +001 056,                  |
| Frasses          | 2258   | +000442,                   |
| Greng            | 2261   | +000170,                   |
| Bassens-Le-Petit | 2266   | +000703,                   |
| Meyriez          | 2271   | +000565,                   |
| Misery-Courtion  | 2272   | +002 321,                  |
| Mont-Vully       | 2284   | +004 433,                  |
| Montilier        | 2274   | +000956,                   |
| Morat            | 2275   | +009 414,                  |
| Essert           | 2276   | +001 223,                  |
| Ormey            | 2278   | +000423,                   |
| Total            | Total  | +038 606,                  |

## Préfets
Les préfets sont les suivants :
- 1957-1970 : Fritz Herren[4] ;